# ميدوري سوزوكي
ميدوري سوزوكي (باليابانية: 鈴木 美登里) هي فنانة يابانية، ولدت في 1950 في كوبه في اليابان.